# إرنستو إسبانا
إرنستو إسبانا (بالإسبانية: Ernesto España)‏ مواليد 7 نوفمبر 1954 في فنزويلا، هو ملاكم محترف فنزويلي معتزل كان يصنف ضمن فئة الوزن الخفيف. حقق بطولة رابطة الملاكمة العالمية.

## إحصائيات
خاض خلال مسيرته 44 نزالا، فاز في 36 ولم يتعادل وخسر في 8. فاز بالضربة القاضية في 29 نزالا.

## روابط خارجية
- إرنستو إسبانا على موقع بوكس ريك (الإنجليزية) (registration required)